# Kaszyna (rejon orszański)
Kaszyna (biał. Кашына; ros. Кашино, Kaszyno) – wieś na Białorusi, w obwodzie witebskim, w rejonie orszańskim, w sielsowiecie Mieżawa, przy linii kolejowej Orsza – Lepel.